# Tropidion extraordinarium
Tropidion extraordinarium là một loài bọ cánh cứng trong họ Cerambycidae.